# Cicurina travisae
Espèce
Synonymes
- Cicurina reddelli Gertsch, 1992
- Cicurina wartoni Gertsch, 1992

Cicurina travisae est une espèce d'araignées aranéomorphes de la famille des Cicurinidae.

## Distribution
Cette espèce est endémique du Texas aux États-Unis,. Elle se rencontre dans le comté de Travis dans les grottes Tooth Cave, Kretschmarr Cave, McDonald Cave, Cotterell Cave, Pickle Pit Cave, Root Cave, Pisarowicz Cave, Salamander Cave et Amber Cave.

## Description
La femelle holotype mesure 5 mm. Cette araignée est anophtalme.

## Systématique et taxinomie
Cette espèce a été décrite par Gertsch en 1992.
Cicurina reddelli et Cicurina wartoni ont été placées en synonymie par Hedin en 2015.

## Étymologie
Cette espèce est nommée en l'honneur de Nevenna Tsanoff Travis.

## Publication originale
- Gertsch, 1992 : « Distribution patterns and speciation in North American cave spiders with a list of the troglobites and revision of the cicurinas of the subgenus Cicurella. » Texas Memorial Museum Speleological Monograph, no 3, p. 75-122.